# Барбоза, Дэвид
Дэвид Барбоза (англ. David Barboza) — деловой и международный журналист, лауреат Пулитцеровской премии 2013 года, а также соучредитель журнала Deal Pro и интернет-портала об экономическом развитии Китая The Wire.

## Биография
Выпускник Бостонского и аспирант Йельского университета Дэвид Барбоза начал периодически писать для The New York Times ещё до того, как в 1997 году он был принят в штат на постоянную основу. Первые пять лет он работал бизнес-корреспондентом среднезападного бюро в Чикаго. Например, в 2002 году он вошёл в состав команды, которая освещала скандал с Enron. Материалы, раскрывающие коррупцию в корпорациях США, вышли в финал Пулитцеровской премии годом позднее.
С ноября 2004 года Барбоза базировался в Шанхае, откуда писал деловые и культурные обзоры. Кроме того, корреспондент освещал бум жилой недвижимости и деятельность компаний из списка Fortune 500, работающих в Китае. В шанхайский период репортёр стал призёром Награды Хьюго Шонга в области освещения событий в Азии и двукратным лауреатом Премии Общества американских бизнес-редакторов и писателей. В 2005-м он был отмечен Премией Джеральда Леба за репортаж о приобретении компанией Lenovo одного из подразделений IBM. Через три года журналист вошёл в состав команды, награждённой Премией Грэнтэма за серию экологических статей «Задыхаясь от роста: экологический кризис в Китае». Одновременно он был назван лауреатом Премии Натаниэля Нэша, которую New York Times вручает выдающимся деловым журналистам.
Наибольшую известность в журналистском сообществе Барбоза приобрёл во время работы директором филиала New York Times в Шанхае в период с 2008 по 2015 год. Так, В 2013 году репортёр участвовал в создании серии статей «iЭкономика», которая получила Пулитцеровскую премию за мастерство. Материалы раскрыли «методы ведения бизнеса Apple и других технологических компаний, иллюстрируя тёмную сторону изменяющейся глобальной экономики рабочим и потребителям».
В 2012 году широкий общественный резонанс получило расследование Барбоза о состоянии семьи премьер-министра Китая Вэнь Цзябао. В 2013 году жюри Пулитцеровской премии за международный репортаж отметило «выдающееся расследование коррупции высокопоставленных членов китайского правительства», опубликованное под давлением со стороны китайских официальных лиц. Несмотря на временную блокировку сайта New York Times в Китае и запрет на выдачу новых виз для журналистов, Барбоза продолжил расследовать состояния высокопоставленных китайских политиков и их семей, участвовал в лекциях и общественных дискуссиях. В 2016 году журналист представил свои результаты в проекте Американо-Китайского института «Следуя за деньгами» и получил премию газеты The Guardian за разоблачение коррупции влиятельных китайских чиновников. В 2017-м он выступал в Стэнфордском Университете с расследованием о глобальном фармацевтическом гиганте GlaxoSmithKline.
В 2016 году Барбоза получил стипендию Фонда Нимана для разработки на базе Гарвардского университета новых инструментов для журналистских расследований, в том числе базы данных китайских компаний. Через три года Барбоза покинул New York Times, сосредоточившись на собственных медиа-проектах: еженедельном журнале о финансовых рынках Китая Deal Pro и портале об экономическом развитии страны The Wire.